# 2062 Aton

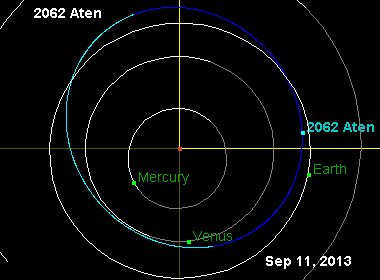
Órbita de 2062 Aton.

Aton é o asteroide número 2062 da série, descoberto em 7 de janeiro de 1976 no Observatório Palomar por Eleanor F. Helin. Foi o primeiro asteroide conhecido com uma órbita menor que a da Terra. Recebeu o nome de Aton, o deus egípcio do Sol.